# Зіде-Паїн
Зіде-Паїн (перс. زيده پايين) — село в Ірані, у дегестані Сардар-е-Джанґаль, у бахші Сардар-е-Джанґаль, шагрестані Фуман остану Ґілян. За даними перепису 2006 року, його населення становило 1068 осіб, що проживали у складі 277 сімей.